# Paul Hermreck
Paul Hermreck (* 17. August 1956 in Verl) ist ein deutscher Politiker (CDU). Von 2004 bis 2015 war er Bürgermeister der ostwestfälischen Stadt Verl.

## Leben und Beruf
Nachdem er in Rietberg 1976 das Abitur erlangte, absolvierte Hermreck eine Ausbildung zum Versicherungskaufmann bei der Provinzial Versicherung in Münster.
Im September 1979 übernahm er von seinem Vater die Geschäftsstelle der Westfälischen Provinzial Versicherung in Verl. Als selbstständiger Versicherungskaufmann leitet er diese bis zu seiner Wahl zum Bürgermeister.
Ab 2004 war er amtierender Bürgermeister der Stadt Verl. Am 30. Dezember 2014 verzichtete er öffentlich auf eine weitere Kandidatur für die CDU zur Kommunalwahl 2015. Am 26. März 2015 wurde bekannt, dass Hermreck als unabhängiger Kandidat zur Wahl antreten wird.
Paul Hermreck wurde am 13. September 2015 nicht als Bürgermeister der Stadt Verl wiedergewählt. Er unterlag in der Stichwahl dem CDU-Kandidaten Michael Esken.
Paul Hermreck trat bei der Kommunalwahl in Verl am 13. September 2020 für die Freien Wähler sowohl als Direktkandidat als auch über die Reserveliste  der FWG auf Platz 3 an. Die Reserveliste zog bis Platz 3. Paul Hermreck wurde damit als Ratsmitglied gewählt.
Paul Hermreck ist verheiratet und hat zwei Söhne.

## Partei
Hermreck trat der Jungen Union bei und ist seit 1975 Mitglied der CDU.